# Stenotus
Stenotus es un género de plantas fanerógamas perteneciente a la familia de las asteráceas. Comprende 21 especies descritas y solo 4 aceptadas.

## Taxonomía
El género fue descrito por Thomas Nuttall y publicado en Transactions of the American Philosophical Society, new series, 7: 334–336. 1840.

## Especies aceptadas
A continuación se brinda un listado de las especies del género Stenotus aceptadas hasta junio de 2012, ordenadas alfabéticamente. Para cada una se indica el nombre binomial seguido del autor, abreviado según las convenciones y usos.
- Stenotus acaulis (Nutt.) Nutt.
- Stenotus armerioides Nutt.
- Stenotus lanuginosus (A.Gray) Greene
- Stenotus pulvinatus (Moran) G.L.Nesom